# 蔣奇猷
蔣奇猷（17世紀—17世紀），字壯其，河南歸德府睢州人，清朝政治人物。

## 生平
蔣奇猷年幼喪父，侍奉母親孝順，順治三年（1645年）中舉人，六年（1649年）會試中副榜，他富裕而好施予，十六年（1659年）水災破壞農田，道路上盡是餓死者，巡撫賈公漢復徵檄推官符應琦勸賑，他拿出粟白五十石響應，又拿出自家糧食在同善寺煮粥，餓者每天看望都發現粥精而可食，遠近數百人都來享用，到麥子熟透才停止煮粥，給與每人一件斗笠、一把鐮刀，眾人感激而拜，歡聲傳遍數里，巡撫上表其義行，得旨旌表，死後入祀鄉賢祠。

## 家族
蔣奇猷祖先自新建縣遷居至睢州，生子蔣文臣，蔣文臣生子蔣禧運，蔣禧運生子乾隆七年進士蔣辰祥，蔣辰祥生子乾隆二十五年進士蔣曰綸，蔣曰綸生子乾隆四十六年進士蔣予蒲。

## 引用
1. 1 2  光緒《續修睢州志·卷七·人物》：蔣奇猷，字壯其，幼喪父，事母至孝。順治丙戌舉於鄉，富而好施，順治十六年大水害稼，道殍相望，巡撫賈公漢復檄推官符應琦勸賑，奇猷以粟白五十石應之，復自出家粟於同善寺煮粥，食餓者躬日省視，皆精好可食，遠近至者數百，麥熟始罷比去，人予一笠一鐮，眾感拜歡聲震數里，巡撫上其義得旨旌之。同時有生員魏運興亦在白雲寺施粥，全活甚眾，巡撫表其里曰儒林仁人。 以上舊志
2. ↑  《總督倉場戶部侍郎元庭蔣公暨湯夫人合葬墓志銘》：按蔣公寓吾杭老絲莊。原任總督倉場戶部侍郎河南元庭蔣公，以嘉慶二十四年卒子京師，遺命葬杭州。道光九年臘月八日，其子候補鹽使分司恩銘，卜兆於錢塘象山之原。公配湯夫人先公卒，已葬睢州，遂奉湯夫人衣履與公合葬。敬於公為館後進，請志墓，勿敢辭。按狀：公姓蔣氏，諱予蒲，字南樵，一字元庭。先世由新建遷睢州。至公五世祖諱奇猷，順治己丑會試副榜，輸谷賑饑，崇祀鄉賢。高祖諱文臣。曾祖諱禧運。祖諱辰祥，乾隆壬戌進士，改庶吉士。三代均以公父少司空貴，贈如其官。少司空諱曰綸，乾隆庚辰進士，由檢討累官工部侍郎，國史有傳。公為少司空長子，幼承家學，博涉通敏。弱冠入邑庠，乾隆丁酉以拔萃貢成均，己亥舉於鄉，辛丑成進士，改庶吉士。